# Тростник (Закарпатская область)
Тростник (укр. Тросник) — село в Виноградовской городской общине Береговского района Закарпатской области Украины.
Население по переписи 2001 года составляло 2222 человека. Почтовый индекс — 90352. Телефонный код — 03143. Занимает площадь 3,679 км². Код КОАТУУ — 2121285303.